# Il giullare della regina
Il giullare della regina (nell'originale inglese The Queen's Fool) è un romanzo storico scritto dall'autrice inglese Philippa Gregory e pubblicato nel 2004. Ambientato tra il 1548 e il 1558, è il seguito de L'altra donna del re. È dunque incluso nella serie definita il Ciclo Tudor.

## Trama
Le cronache della novella narrano la storia della regina Maria I d'Inghilterra, figlia di Enrico VIII e Caterina d'Aragona, e retrospettivamente di Elisabetta; tutte dalla prospettiva di Hannah Green, una giovane Marrano fuggita dalla Spagna, dove sua madre è finita al rogo per aver praticato la religione ebraica, in Inghilterra. Hannah viene scoperta da Robert Dudley e da John Dee e dopo il sequestro costretta come giullare del giovanissimo re Edoardo VI. Viene quindi a conoscenza degli intrighi della corte del figlio di Enrico VIII e Jane Seymour e successivamente anche di quella delle sue sorellastre prestando informazioni ora a Maria, ora ad Elisabetta ora a Robert Dudley.
Il libro è stato registrato al 29º posto nella lista dei Bestseller del New York Times ed ha venduto oltre 165 000 copie nelle prime settimane dopo il rilascio.